# オール八王子桑都クラブ
| チーム名（通称）           | 桑都クラブ                                              |
| 加盟団体                   | 日本野球連盟                                            |
| 加盟区分                   | クラブチーム                                            |
| 創部                       | 2024年                                                  |
| チーム名の遍歴             | オール八王子桑都クラブ（2024 - ）                       |
| 本拠地自治体               | 東京都八王子市                                          |
| 練習グラウンド             | 八王子市内中学校 八王子市民球場 北野球場 滝ヶ原グランド |
| チームカラー               | イエロー・ブラウン                                      |
| 代表                       | 川上一樹                                                |
| 中学軟式野球大会           |                                                         |
| 出場回数                   | なし                                                    |
| 八王子市長旗杯             |                                                         |
| 出場回数                   | なし                                                    |
| 全日本クラブ野球選手権大会 |                                                         |

オール八王子桑都クラブ（オールはちおうじそうとクラブ）は、東京都八王子市に本拠地を置き、軟式野球連盟に加盟する中学軟式野球のクラブチームである。八王子市で主に中学生を対象にしている軟式野球チームである。
国が進める教員の働き方改革に伴い部活動の地域移行での受け皿となっている。
なお、硬式野球チーム八王子桑都ボーイズとは関係のない団体であるが、桑都クラブに在籍する指導者には桑都ボーイズobも数人いる。
メディアでの宣伝など今までとは違う形での選手募集を行ってる特徴がある。

## 概要
2024年に、部活動の地域移行に伴い、オール八王子桑都クラブとしてスタートした。八王子一中、ひよどり山中、八王子五中、その他周辺小学校に通う6年生が創立メンバーとなる。
設立当初、半分は経験者、半分は未経験とさまざまなレベルの子どもが集まった。初心者大歓迎の売りでこれから野球を始める小学6年生も受け入れる先進的な取り組みを行った。
チームのスローガンは"心の野球"八王子の野球界にイノベーションを起こす。
ただ強いチームではなく、全ての子供が野球を楽しめる選手主体のチームを目指していると代表である川上一樹は、チームhpで語っている。
指導者には甲子園経験者や全国大会に出場した経験があるメンバーも在籍している。
積極的なボランティア活動などにも取り組む姿勢があり、地域密着の市民球団であると代表は語った。

## 設立・沿革
- 2024年 『オール八王子桑都クラブ』として創部。

## 主な指導者
- 川上一樹（外野手） - 帝京八王子-Arts international Club -八王子五中野球部監督
- 小林凛太郎（外野手）青森山田
- 三浦拓真　（投手）日大鶴ヶ丘-武蔵大
- 川上大樹（内野手）広島瀬戸内
- 内藤龍之助（内野手）八王子拓真
- 清水魅斗（内野手）帝京平成
- 渡辺侑誠（外野手）都市大塩尻
- 石川雅之（捕手）帝京大